# Машталір

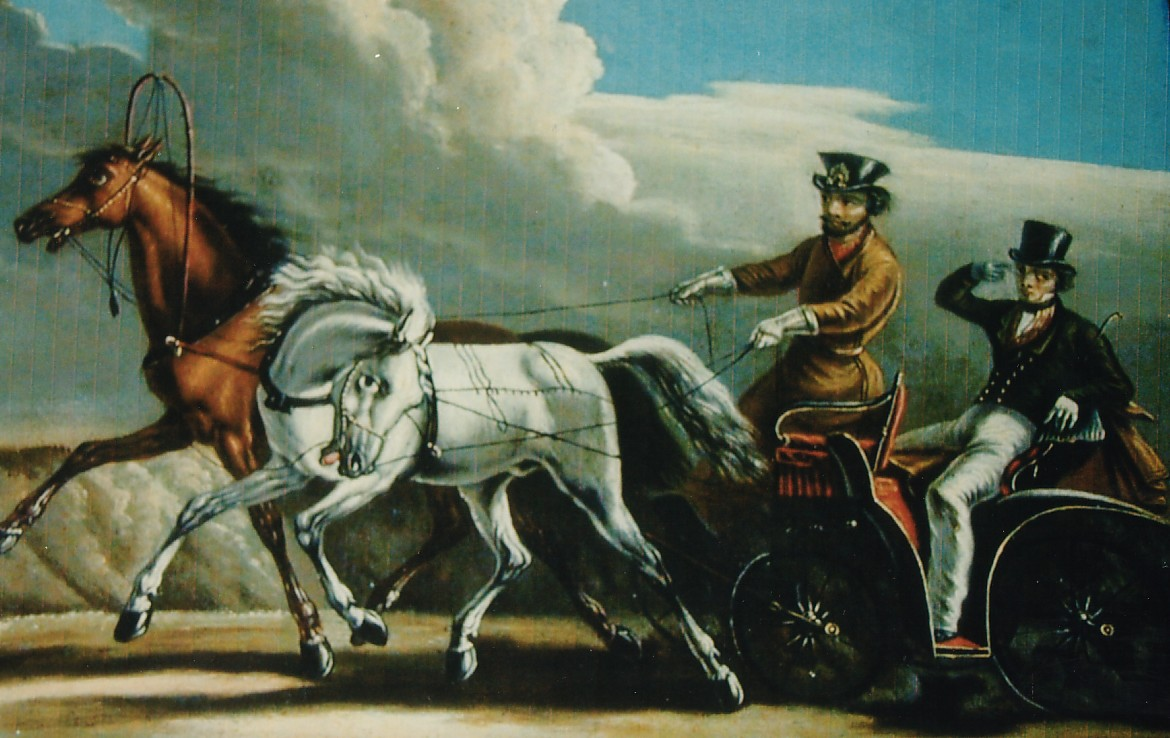
Малюнок Т. де Кей Вінанса, 1847

Візни́к, розм. ку́чер (нім. Kutscher, від Kutsche, «коч»), застарілі варіанти візни́ця, фу́рман (пол. furman, нім. Fuhrmann), розм. хурман, машталі́р — людина, яка править кінним екіпажем. Розташовується на передку, тримає в руках віжки.
Слово машталір походить через посередництво пол. masztalerz від сер.-в.-нім. ma(h)rstal («стайня»), до якого сходить також і слово «маршал» (первісно так звали королівських конюхів).
У Російській імперії періоду кріпосного права панськими машталірами були частіше за все дворові. Царський візник, як видно з палацових записів, завжди бував із стольників; деякі з візниць згодом робилися наближеними царів і вельми знатними особами, як, наприклад, Борис Петрович Шереметєв.
У XVII столітті в Росії була встановлена ямська повинність — візництво на державній службі для поштових перевезень, перевезень чиновників і казенних вантажів; візники отримали назву ямщиків.